# San Juan Juquila Mixes
San Juan Juquila Mixes è un comune del Messico, situato nello stato di Oaxaca.